# 傑伊·洛克斐勒
約翰·戴維森·「傑伊」·洛克菲勒四世 (John Davison "Jay" Rockefeller IV；1937年6月18日—) 是美國西維吉尼亞州的資深聯邦參議員，隸屬於民主黨。他於1977年至1985年任職西維吉尼亞州州長。1984年在西維吉尼亞州州長任內，他首次競選並當選為聯邦參議員。
做為「石油大亨」約翰·戴維森·洛克菲勒的曾孫，洛克菲勒是已到六代的著名洛克菲勒家族裡，現今仍在職位上服務的政治人物，也是這個傳統上偏共和黨的政治家族裡唯一的民主黨人士。洛克菲勒於2013年1月11日宣布他將不會在2014年的選舉中尋求連任，就此結束五任的聯邦參議員生涯。

## 荣誉

### 美国勋章奖章
- 国家情报杰出公共服务奖章（英语：National Intelligence Distinguished Public Service Medal）（2009年1月12日[4]）

### 外国勋章奖章
- 大绶景星勋章（中华民国，2000年4月7日批准[5]，2000年4月11日于台北总统府颁授[6]）
- 旭日大绶章（日本，2013年11月3日公布[7]）